# Bunaeopsis aurantiaca
Bunaeopsis aurantiaca är en fjärilsart som beskrevs av Rothschild 1895. Bunaeopsis aurantiaca ingår i släktet Bunaeopsis och familjen påfågelsspinnare. Inga underarter finns listade i Catalogue of Life.

## Bildgalleri

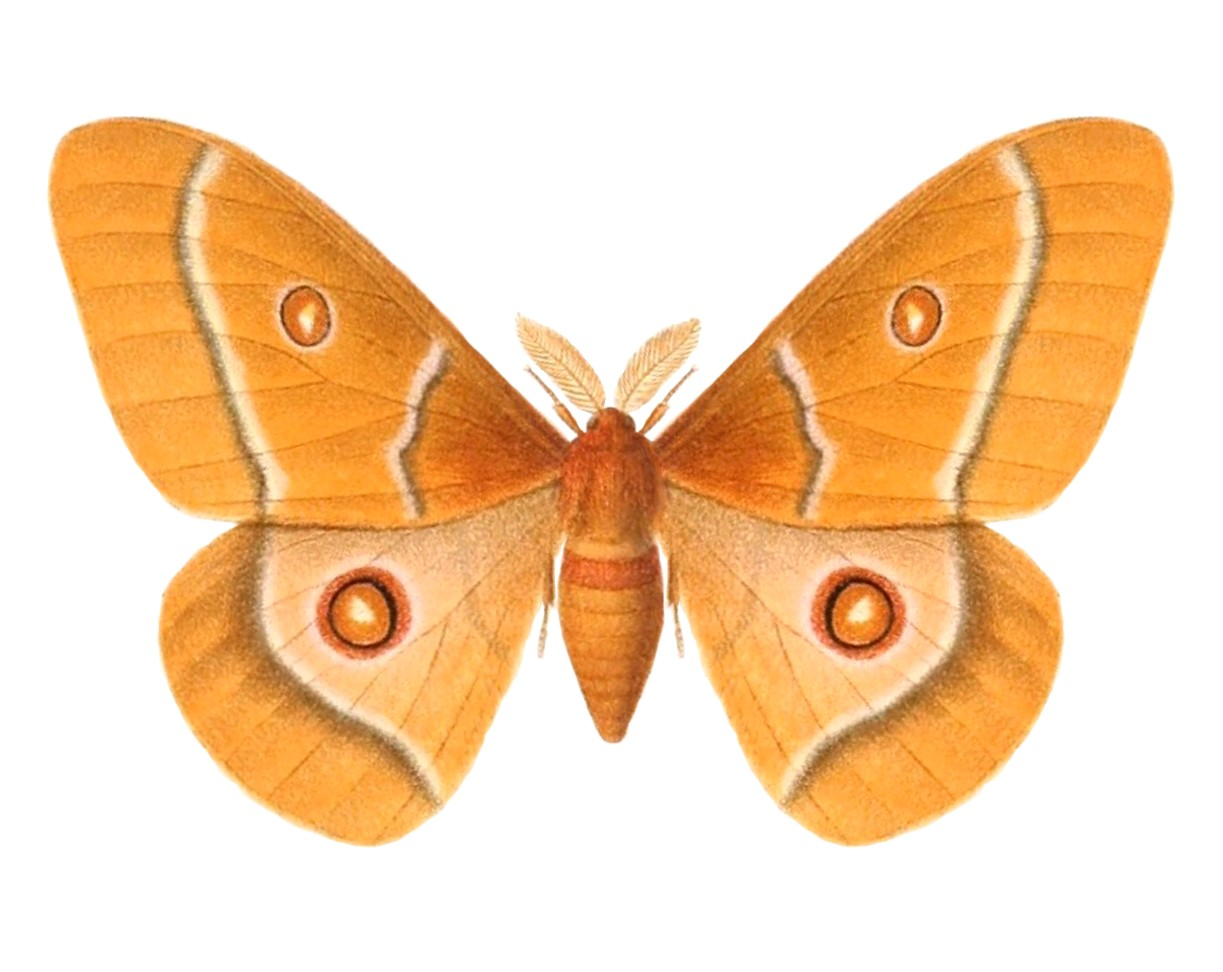